# Marxistická ekonomie
Marxistická ekonomie, též Marxistická škola ekonomie, se týká školy ekonomického myšlení. Její základy lze vysledovat zpět ke kritice klasické politické ekonomie ve výzkumu Karla Marxe. Marxistická ekonomie se odvolává na několik různých teorií a zahrnuje několik myšlenkových škol, které někdy stojí proti sobě a v mnoha případech se marxistická analýza používá k doplnění jiných ekonomických přístupů.
Protože člověk nutně nemusí být marxistou ve smyslu politickém, aby byl marxistou ve smyslu ekonomickém. Tato dvě marxistická pojetí by neměla být chápána jako synonyma. Jedná se spíše o dva termíny, které vedle sebe koexistují. Sdílejí stejný význam, ale zároveň umožňují konotativní a denotativní rozdíly.
Marxistická ekonomie se zabývá analýzou krize v kapitalismu, úlohou a distribucí nadbytečných výrobku a nadhodnotou v různých typech ekonomických systémů, povahou a původem ekonomické hodnoty, dopadem tříd a třídního boje na ekonomické a politické procesy a procesem ekonomického vývoje.
Marxistická ekonomie, zvláště v akademické oblasti, se odlišuje od marxismu jako politické ideologie a také od normativních aspektů marxistického myšlení tím, že Marxův původní přístup k pochopení ekonomiky a hospodářského rozvoje je intelektuálně nezávislý na Marxově vlastní obhajobě revolučního socialismu. Marxističtí ekonomové se zcela neopírají o díla Marxe a jiných široce známých marxistů, ale čerpají z řady marxistických a neomarxistických zdrojů.
Ačkoli je marxistická škola považována za zástupce heterodoxní ekonomie, myšlenky, které vyplynuly z marxistické ekonomie, přispěly k pochopení globálního hospodářství; některé koncepce marxistické ekonomie, zejména ty, které se týkají akumulace kapitálu a hospodářského cyklu, jako je tvořivé zničení, byly vybaveny pro použití v kapitalistických systémech.
Marxovo opus magnum v politické ekonomii bylo dílo Kapitál (v originále Das Kapital, s podtitulem Kritika politické ekonomie) ve třech svazcích, z nichž pouze první svazek byl vydán za jeho života (1867); ostatní publikoval Friedrich Engels z Marxových poznámek. Jedna z Marxových dřívějších prací, Kritika politické ekonomie, byla z většiny začleněna do Kapitálu. První Marxovy poznámky připravované pro psaní Kapitálu byly publikovány v roce 1939 pod názvem Grundrisse.

## Marxova odpověď na klasické ekonomy
Marxovo pojetí ekonomie bylo inspirováno dílem britských ekonomů Adama Smithe, Thomase Roberta Malthuse a Davida Ricarda. V knize Bohatství národů z roku 1776 Smith tvrdí, že nejdůležitější vlastností tržního hospodářství je, že umožňuje rychlý vzrůst produktivity – rostoucí trh stimuluje dělbu práce, což vede k větší produktivitě. Přestože se Smith zmiňoval o dělnících jen zřídka, zaznamenal, že zvýšená dělba práce může do jisté míry způsobit újmu těm, jejichž činnost se následkem toho zužovala. Smith také tvrdil, že ekonomika postavená na laissez – faire se bude sama v průběhu času udržovat a opravovat.
Marx se Smithem souhlasil v tezi, že nejdůležitějším přínosem kapitalismu je rapidní vzrůst produktivity. Také výrazně rozšířil myšlenku, že čím více je kapitalismus produktivní, tím větší újmu může způsobit dělníkům. Marx napsal v Teorii nadhodnoty: "Vidíme velký pokrok, který Adam Smith po fyziokratech dosáhl při analýze nadhodnoty, a tedy i kapitálu. Podle jejich názoru je to jen jeden určitý druh konkrétní pracovní a zemědělské práce, která vytváří nadhodnotu. Ale pro Adama Smitha je to obecná sociální práce – bez ohledu na to, v čem se užité hodnoty projeví – pouhým množstvím potřebné práce, která vytváří hodnotu. nadhodnota, ať už má formu zisku, nájemného nebo sekundární formy zájmu není nic jiného než součástí této práce, kterou si přivlastňují majitelé hmotných podmínek práce při směně za živou prací. "
Malthusovo tvrzení v Eseji o principu populace (1798), že populační vzrůst způsobil navýšení mezd dělníkům podnítilo Marxe k vytvoření vlastní alternativní teorie o stanovení mzdy.  Zatímco Malthus představil ahistorickou teorii populačního růstu, Marx nabídl názor, jak relativní přebytková populace v kapitalismu směřovala k tomu, aby dotlačila mzdy k životnímu minimu. Marx viděl, že tato relativní přebytková populace pochází z ekonomických příčin a nikoliv z biologických (což tvrdil Malthus). Tato ekonomická teorie přebytku populace je často označována jako Teorie rezervní armády nezaměstnaných.
Ricardo vytvořil teorii distribuce v rámci kapitalismu – ta pojednává o tom, jak výkon rozděluje společnost do tříd. Nejvyvinutější verze této teorie, prezentovaná v jeho díle Zásady politické ekonomie a zdanění (1817), je založena pracovní teorii hodnoty, ve které se hodnota jakéhokoliv produktu rovná pracovnímu nasazení při jeho výrobě. Smith se touto myšlenkou také zabýval, ale nedokončil ji. Na Ricardově ekonomické teorii je také pozoruhodné to, že zisk byl odpočtem z produkce společnosti, tím pádem spolu mzdy a zisk a nepřímo souvisely: zisk se zvyšoval na úkor mzdy. Také Marx tuto myšlenku Richardova pojetí ekonomie představil a rozšířil ve svém díle Kapitál.

## Marxova teorie
Marx používal teorii práce o hodnotě, podle níž je hodnota komodity určená společensky nezbytnou pracovní dobou investovanou do ní. V tomto modelu kapitalisté neplatí dělníkům plnou hodnotu komodit, kterou vyrábějí. Pouze „nezbytnou dělníkovu práci“ kompenzují dělníkovu práci (mzda dělníka pokrývá pouze potřebné prostředky na živobytí tak, aby si zaměstnavatel udržel dělníka a v budoucnosti i jeho rodinu). Tato práce je jen zlomek plného pracovního dne – zbytek, „nadbytečná práce“, je uzmuta kapitalistou jako zisk.
Marx předpokládal, že rozdíl mezi hodnotou, kterou dělník vytváří, a jeho mzdou je forma neplacené práce, známá jako nadhodnota. Marx navíc tvrdí, že trhy mají tendenci zakrývat společenské vztahy a výrobní procesy. Toto nazýval zbožní fetišismus. Lidé si dobře uvědomují komodity a většinou nemyslí na vztahy a práci, kterou zastupují. Marxova analýza vede ke zvážení ekonomické krize.

### Metodologie
Marx použil dialektiku, metodu, kterou převzal z díla Georga Wilhelma Friedricha Hegela. Dialektika se zaměřuje na vztah a změnu a pokouší se vyhnout vidění vesmíru jako soubor dílčích objektů, z nichž každý má v podstatě stabilní neměnné vlastnosti. Jednou ze složek dialektiky je abstrakce; z nediferencované hmotnosti dat nebo systému, který je koncipován jako organický celek, odebírá části, na něž je třeba myslet nebo na ně odkazovat. Jedním mohou být třeba abstraktní objekty, ale také – a typičtěji – vztahy a procesy změn. Abstrakce může být rozsáhlá nebo úzká, může se soustředit na obecnosti nebo specifika a může být vytvořena z různých hledisek. Například prodej může být vnímán z pohledu kupujícího nebo prodávajícího a jeden může abstrahovat konkrétní prodej nebo prodej obecně. Další složkou je dialektická dedukce kategorií. Marx používá Hegelovu představu o kategoriích, které jsou formami pro ekonomiku: Komoditní forma, peněžní forma, kapitálová podoba atd. Musí být systematicky odvozena místo toho, aby byla chápána vnější cestou, jak to dělají buržoazní ekonomové. To odpovídá Hegelově kritice Kantovy transcendentální filozofie.
Marx považoval historii jako procházku několika etapami. Podrobnosti jeho periodizace se poněkud liší v jeho dílech, ale v podstatě je to: primitivní komunismus – otrocká společnost – feudalismus – kapitalismus – socialismus – komunismus (kapitalismus je současná fáze a komunismus budoucnost). Marx se zabýval především popisem kapitalismu. Historici datují počátek kapitalismu kolem roku 1450 (Sombart) a někdy 17. století (Hobsbawm).
Marx definuje komoditu jako produkt lidské práce, který je vyráběn pro prodej na trhu, a mnoho produktů lidské práce jsou komodity. Marx začal své stěžejní ekonomické dílo Kapitál diskusí o komoditách; první kapitola se nazývá Komodity.

### Komodity
Význam komodity je podle Marxe koncipován dvěma způsoby, které Marx nazývá hodnota užívání a hodnota. Hodnota užívání zboží je jeho užitečnost pro naplnění praktického účelu; to například znamená, že hodnota užívání jídla spočívá v tom, že poskytuje výživu a lahodnou chuť. Hodnota užívání kladiva je v tom, že jím můžeme zatloukat hřebíky. Hodnota samotná je pak pouze ve vztahu k ostatním komoditám. Je úzce provázána s hodnotou směnného kurzu, za který by se dvě dané komodity směnily. Není to ale totožné, jelikož hodnota je na obecnější úrovni abstrakce, zatímco směnná hodnota je pouze její realizace nebo forma.
Marx také argumentoval, že jestliže je hodnota společnou vlastností všech komodit, musí být vše, co je odvozeno z jakéhokoli určení, společné všem komoditám. Jedinou důležitou věcí, která je podle Marxova názoru společná všem komoditám, je lidská práce: všechny jsou produkovány lidskou prací.
Nakonec tedy Marx dochází k závěru, že hodnotou komodity je prostě množství lidské práce, které je potřebné k její výrobě. Tímto Marx přijal teorii hodnoty práce, stejně jako jeho předchůdci Ricardo a MacCulloch. Existenci této teorie Marx uvádí i v anonymních pracích Some Thoughts on the Interest of Money in General, and Particularly the Publick Funds, &c publikované v Londýně roku 1739 nebo 1740.
Marx také zavedl určité omezení platnosti teorie o hodnotě. Tvrdil, že aby teorie platila, nesmí být komodita zbytečnou věcí. Není to tedy skutečné množství práce, která byla vykonána pro výrobu určité jednotlivé komodity, která určuje její hodnotu, ale množství práce, které by pracovník s průměrnými schopnostmi a průměrnou energií, pracoval s průměrnou intenzitou s využitím běžných technik. Formální vyjádření zákona je: hodnota komodity se rovná průměrnému pracovní době potřebné pro jeho výrobu.
Marxovo tvrzení praví, že jestliže komodita A, jejíž hodnota je "V", je obchodována s komoditou B, bude mít komodita A tendenci vybírat množství komodity B, jejíž hodnota je stejná, "V". Zvláštní okolnosti však mohou působit odchylku od tohoto pravidla.

### Peníze
Marx byl toho názoru, že kovové peníze, jako například zlato, jsou komoditou a jejich hodnota je vyjádřena pracovní dobou, která je nezbytná k jejich výrobě (doba těžby, tavení atd.). Marx tvrdí, že zlato a stříbro jsou obvykle používány jako peníze, protože ztělesňují velké množství práce v malé, trvanlivé formě, která je vhodná. Papírové peníze reprezentující zlato nebo stříbro, jsou podle tohoto modelu téměř bez vlastní hodnoty, ale držené v oběhu státní vyhláškou.

### Produkce
Marx uvádí základní elementy výroby jako:
1. práce  ("osobní činnost člověka").
2. předmět práce: věc, na které se pracuje.
3. nástroje práce: nástroje, domácí zvířata (například koně), chemikálie používané při úpravě předmětu atd.

Některé subjekty práce jsou dostupné přímo z přírody: ryby, uhlí atd.
Jiné jsou výsledky předchozí fáze výroby; tyto jsou známé jako suroviny, jako je mouka nebo příze (vlákno). Dílny, kanály a silnice jsou považovány za pracovní nástroje. Uhlí pro kotle, olej pro kola a seno pro tažné koně je považováno za surovinu, ne však za pracovní nástroje.
Předměty práce a nástroje práce se dohromady nazývají výrobní prostředky.
Výrobní vztahy jsou vztahy, které lidské bytosti přijímají mezi sebou navzájem jako součást výrobního procesu. V kapitalismu jsou mzdová a soukromá vlastnictví součástí výrobních vztahů.
Výpočet hodnoty produktu (nezaměňovat hodnotu za cenu):
Pokud je práce vykonávána přímo v přírodě a nástroji zanedbatelné hodnoty, hodnota výrobku je zkrátka pracovní doba. Pokud je práce vykonávána na něčem, co je produktem předchozí práce (tj. na surovině), pomocí nástrojů, které mají nějakou hodnotu, je hodnota produktu hodnota suroviny plus “znehodnocení nástroje” plus pracovní doba.
Znehodnocení lze jednoduše vyčíslit vydělením hodnoty nástroje jejich pracovním životem; např. pokud soustruh v hodnotě £ 1,000 vydrží odhadem 10 let, dodává výrobku hodnotu ve výši 100 liber za rok.
| {\displaystyle Hodnota=vp+pd}, | Kde: | {\displaystyle Hodnota} | je hodnota produktu;             |
|                                |      | {\displaystyle vp}      | je hodnota výrobních prostředků; |
|                                |      | {\displaystyle pd}      | je pracovní doba.                |

### Vliv technického pokroku
Podle Marxe, množství produktu, které dělník vyprodukuje za určitý čas, je produktivita práce. V kapitalismu jsou sklony k jejímu zvyšování kvůli rozsahu podnikání, specializace práce a využití strojů při výrobě. Naproti tomu hodnota daného produktu klesá, protože se snižuje čas potřebný k jeho produkci.
Za určitou dobu je vyprodukováno více výrobků, ale každý má nižší cenu. Celková hodnota, vytvořená za čas, je stejná. To znamená, že prostředky na živobytí se stávají levnějšími, proto hodnota pracovní síly nebo pracovního času je také nízká. Pokud délka denní pracovní doby zůstává stejná, výsledkem je nárůst přebytku celkové pracovní doby a míry nadhodnoty.
Technologický pokrok zvyšuje množství kapitálu potřebného k začátku podnikání a také vede k rostoucímu přebytku kapitálu investovaného do výrobních prostředků (konstantní kapitál) na rozdíl od práce (proměnný kapitál). Dle Marxe je poměr těchto dvou druhů složení kapitálu.

## Současná teoretizace v marxistické ekonomii
Marxistická ekonomie byla postavena na mnoha dalších osobnostech. Druhý a třetí díl Kapitálu vydal jeho blízký spolupracovník Friedrich Engels na základě Marxových poznámek. Marxovy teorie nadhodnoty upravil Karl Kautsky. Marxistická teorie o hodnotě a Perron-Frobeniova věta o pozitivním vlastním vektoru pozitivní matice jsou základem matematické léčby marxistické ekonomie.
Univerzity nabízející kurzy marxistické ekonomie nebo vyučování na jiných tématech z perspektivy, které označují za marxistické, zahrnují Colorado State University, New School for Social Research, School of Oriental and African Studies, Universiteit Maastricht, University of Bremen, New School For Social Research, Riverside, University of Leeds, University of Maine, University of Manchester, University of Massachusetts Amherst, University of Massachusetts Boston, University of Missouri–Kansas City, University of Sheffield, University of Utah, a York University.
Časopisy psané v angličtině zabývající se Marxovou ekonomickou teorií jsou: Capital & Class, Historical Materialism, Monthly Review, Rethinking Marxism, Review of Radical Political Economics a Studies in Political Economy.

## Kritika
Velká kritika na Marxovu teorii přišla od dalších marxistických ekonomů, kteří revidovali její původní znění, popřípadě Rakouskou školu. V.K. Dmitriev, píšící v roce 1898, Ladislaus von Bortkiewicz, píšící v letech 1906-07, a následní kritici tvrdili, že Marx vyvodil závěry, které z jeho teoretických předpokladů nevyplývají. Jakmile jsou tyto údajné chyby opraveny, jeho závěr, že souhrnná cena a zisk jsou určeny hodnotou agregované hodnoty a nadhodnoty, již neplatí. Tento výsledek zpochybňuje jeho teorii, že využívání pracovníků je jediným zdrojem zisku.
Zda je míra zisku v kapitalismu, jak předpokládal Marx, tendencí k poklesu, je předmětem mnoha debat. Ekonom Nobuo Okishio v roce 1961 navrhl větu (Okishioho věta), která ukazuje, že pokud kapitalisté uplatní techniky snižování nákladů a skutečná mzda se nezvýší, míra zisku musí vzrůst. Tvrzení o rozporuplnosti této teorie jsou prominentním rysem marxistické ekonomie.
Mezi kritiky, kteří poukazují na vnitřní nesrovnalosti, jsou bývalí a současní marxističtí anebo srafští ekonomové, jako je Paul Sweezy, Nobuo Okishio, Ian Steedman, John Roemer, Gary Mongiovi a David Laibman, kteří navrhli, aby jejich závěry byly zakotveny v jejich správných verzích marxistické ekonomiky namísto Marxovy kritiky politické ekonomie v původní podobě, ve které ji prezentoval a rozvinul v Kapitálu.
Zástánci Marxovy hodnotové teorie tvrdí, že předpokládané nesrovnalosti jsou ve skutečnosti výsledkem nesprávné interpretace. Argumentují, že když Marxova teorie je chápána jako časová a v jednotném systému, údajná vnitřní nesrovnalosti zmizí. V nedávném průzkumu zastánci dospěli k závěru, že "důkazy nesouladu již nejsou brány, celý případ proti Marxovi byl omezený na interpretační problém.”

### Význam ekonomiky
Marxistická ekonomie byla považována jako irelevantní v roce 1988 Robertem M. Solowem, který kritizoval New Palgrave Dictionary of Economics za nadměrné množství článků o marxistických tématech, což mělo dávat "falešný dojem o stavu hry" v ekonomické profesi. Solow uvedl, že "Marx byl důležitý a vlivný myslitel a marxismus byl doktrínou s intelektuálním a praktickým vlivem. Faktem však je, že většina vážných anglicky mluvících ekonomů považuje marxistickou ekonomii za irelevantní slepou uličku.”
"Ekonomové, kteří pracují v marxo – srafské tradici, představují menšinu moderních ekonomů a  jejich spisy prakticky nemají vliv na profesionální práci většiny ekonomů na velkých anglicky mluvících univerzitách," uvedl George Stigler.

## Neomarxistická ekonomie
Termíny jako neomarxistická, postmarxistická a radikální politická ekonomie byly poprvé používány jako odkaz na odlišnou tradici ekonomického myšlení v sedmdesátých a osmdesátých letech.
V průmyslové ekonomice, neomarxistický přístup zdůrazňuje spíše monopolní než konkurenční povahu kapitalismu.
Tento přístup je spojen s autory jako Michał Kalecki, Paul A. Baran a Paul Sweezy.